# Čadca
Čadca is een Slowaakse gemeente in de regio Žilina, en maakt deel uit van het district Čadca. Čadca telt 26.269 inwoners

## Geboren
- Miroslav Barčík (1978), Slowaaks voetballer
- Ľubomír Michalík (1983), Slowaaks voetballer